# Bantamvikt i boxning vid olympiska sommarspelen 1976
Resultat från boxning vid olympiska sommarspelen 1976 och herrarnas bantamvikt. Boxarna vägde under 54 kg. Tävlingarna arrangerades i Montréal.

## Medaljörer
| Klass      | Guld                   | Silver               | Brons                                                           |
| Bantamvikt | Yong Jo Gu · Nordkorea | Charles Mooney · USA | Patrick Cowdell · Storbritannien Viktor Rybakov · Sovjetunionen |

## Resultat

### Första rundan
| Vinnare                        | Resultat      | Förlorare                |
| Första rundan                  | Första rundan | Första rundan            |
| ------------------------------ | ------------- | ------------------------ |
| Jovito Rengifo (VEN)           | 5-0           | Baker Muwanga (UGA)      |
| Chul Soon-Hwang (KOR)          | 5-0           | Anthony Houliaras (GRE)  |
| Tumat Sogolik (PNG)            | WO            | Samuel Meck (CMR)        |
| Charles Mooney (USA)           | 5-0           | Mohamed Rais (MAR)       |
| Juan Francisco Rodríguez (ESP) | 5-0           | Anthony Abacheng (GHA)   |
| Bernardo Onori (ITA)           | 5-0           | Abdelnabi El-Sayed (EGY) |
| Brian Tink (AUS)               | WO            | Giubran Zugdani (LIB)    |

### Andra rundan
| Vinnare                     | Resultat     | Förlorare                      |
| Andra rundan                | Andra rundan | Andra rundan                   |
| --------------------------- | ------------ | ------------------------------ |
| Reynaldo Fortaleza (PHI)    | WO           | Evan Parris (GUY)              |
| Ekenwa Ezikpe (NGR)         | WO           | Costo Assogba (TOG)            |
| Patrick Cowdell (GBR)       | 5-0          | Leszek Borkowski (POL)         |
| Alejandro Silva (PUR)       | WO           | George Findo (KEN)             |
| Chacho Andreykovski (BUL)   | KO-3         | Aldo Cosentino (FRA)           |
| Gu Yong-Ju (PRK)            | 4-1          | Ibrahim Faredin (ROM)          |
| Weerachart Saturngrun (THA) | 5-0          | Kemal Sonunur (TUR)            |
| Chris Ius (CAN)             | WO           | Mohamed Ayele (ETH)            |
| Zassia Ouaudrogo (BUR)      | WO           | Hamidou Banhamni (NIG)         |
| Stephan Förster (GDR)       | 5-0          | Jozsef Jakab (HUN)             |
| Hitoshi Ishigaki (JPN)      | DSQ-2        | Francisco Sanchez (DOM)        |
| Viktor Rybakov (URS)        | WO           | Alfred Siame (ZAM)             |
| Orlando Martínez (CUB)      | 5-0          | Jovito Rengifo (VEN)           |
| Chul Soon-Hwang (KOR)       | KO-2         | Tumat Sogolik (PNG)            |
| Charles Mooney (USA)        | 4-1          | Juan Francisco Rodríguez (ESP) |
| Bernardo Onori (ITA)        | 5-0          | Brian Tink (AUS)               |

### Tredje rundan
| Vinnare                     | Resultat      | Förlorare                 |
| Tredje rundan               | Tredje rundan | Tredje rundan             |
| --------------------------- | ------------- | ------------------------- |
| Reynaldo Fortaleza (PHI)    | -             | Ingen motståndare (bye)   |
| Patrick Cowdell (GBR)       | 5-0           | Alejandro Silva (PUR)     |
| Gu Yong-Ju (PRK)            | 5-0           | Chacho Andreykovski (BUL) |
| Weerachart Saturngrun (THA) | 5-0           | Chris Ius (CAN)           |
| Stephan Förster (GDR)       | -             | Ingen motståndare (bye)   |
| Viktor Rybakov (URS)        | 5-0           | Hitoshi Ishigaki (JPN)    |
| Chul Soon-Hwang (KOR)       | 3-2           | Orlando Martínez (CUB)    |
| Charles Mooney (USA)        | 5-0           | Bernardo Onori (ITA)      |

### Kvartsfinaler
| Vinnare               | Resultat      | Förlorare                   |
| Kvartsfinaler         | Kvartsfinaler | Kvartsfinaler               |
| --------------------- | ------------- | --------------------------- |
| Patrick Cowdell (GBR) | 4-1           | Reynaldo Fortaleza (PHI)    |
| Gu Yong-Ju (PRK)      | 5-0           | Weerachart Saturngrun (THA) |
| Viktor Rybakov (URS)  | 3-2           | Stephan Förster (GDR)       |
| Charles Mooney (USA)  | 3-2           | Chul Soon-Hwang (KOR)       |

### Semifinaler
| Vinnare              | Resultat    | Förlorare             |
| Semifinaler          | Semifinaler | Semifinaler           |
| -------------------- | ----------- | --------------------- |
| Gu Yong-Ju (PRK)     | 4-1         | Patrick Cowdell (GBR) |
| Charles Mooney (USA) | 4-1         | Viktor Rybakov (URS)  |

### Final
| Vinnare          | Resultat | Förlorare            |
| Final            | Final    | Final                |
| ---------------- | -------- | -------------------- |
| Gu Yong-Ju (PRK) | 5-0      | Charles Mooney (USA) |